# Introspekcjoniści
Introspekcjoniści (jid. Inzichistn) – żydowska awangardowa grupa literacka działająca w Nowym Jorku od 1920.
Grupa była określana także jako retrospektywiści lub introspektywiści. Początkiem działalności grupy było wydanie w 1920 almanachu In zich (pol. W sobie). Światopoglądowo grupa stała w opozycji do grupy Di Junge, również skupiającej literatów żydowskich. Członkami grupy byli pisarze i poeci żydowscy, pochodzący z terenu Polski i Rosji, m.in. Aron Glanc-Łejeles, Jakub Glatsztejn, Nahum Minkow. Introspekcjoniści pisali w języku jidysz.
Członkowie grupy uważali, że prawdę o życiu można poznać, zagłębiając się w sobie, a rzeczywistość istnieje o tyle, o ile odzwierciedla się w poecie, w którym przywracana jest do istnienia poprzez akt twórczy. W swoim manifeście grupa postulowała używanie prostego języka bez zbędnych ozdobników stylistycznych, wolność poety w wyborze tematów, prezentację jednoznacznych obrazów, klarowność i jasność wypowiedzi (w reakcji na Impresjonizm i symbolizm). W poetyce grupy widoczne były wpływy imagizmu. Introspekcjoniści uprawiali krótkie formy, eksperymenty słownie. Odrzucali tematykę narodową (nawiązaniem do kultury żydowskiej było tylko używanie języka jidysz), opiewali tematykę wielkomiejską, preferowali tematy uniwersalne. Jednak pod koniec lat 30. XX w. członkowie grupy odeszli od awangardowych założeń, podejmując problematykę społeczną, narodową i religijną, zaś po II wojnie światowej zajęli się tematyką holokaustu i tragedii narodu żydowskiego.